# Eider-Nordsee-Schule
Die Eider-Nordsee-Schule ist eine Gemeinschaftsschule in Wesselburen, Kreis Dithmarschen. Die Schüler bleiben ab der fünften Klasse bis zu ihrem jeweiligen Schulabschluss in der zehnten Klasse – entweder dem Ersten Allgemeinen Schulabschluss oder dem Mittleren Schulabschluss – im selben Klassenverbund. Die Schülerzahl liegt bei etwa 300. Die Friedrich-Elvers-Schule, eine Förderschule, besitzt eine Außenstelle auf dem Schulgelände der Friedrich-Hebbel-Schule.

## Geschichte
Gegründet wurde die Schule 1912 als Mittelschule für Schüler aus Wesselburen und den umliegenden Dörfern. Nach der Machtübernahme der Nationalsozialisten wurde sie in Adolf-Bartels-Schule umbenannt, einen Namen, den sie Anfang der 1960er aufgrund einer Anordnung des Kultusministeriums von Schleswig-Holstein wieder verlor. Neben der dann namenlosen Realschule entstand in den 1970ern eine Hauptschule, die Hebbel-Schule (benannt nach dem in Wesselburen geborenen Dramatiker Friedrich Hebbel), beide Schulen wurden schließlich zur Friedrich-Hebbel-Schule vereint. Seit 2009 war die Schule eine Regionalschule, das heißt in den Schuljahren fünf und sechs erfolgte ein gemeinsamer Unterricht von Haupt- und Realschülern. Seit 2014 ist sie eine Gemeinschaftsschule. Die Schüler bleiben ab der fünften Klasse bis zu ihrem jeweiligen Schulabschluss (entweder Erster Allgemeiner Schulabschluss oder Mittlerer Schulabschluss) im selben Klassenverbund.
2019 wurde die Schule in Eider-Nordsee-Schule umbenannt.

## Gebäude

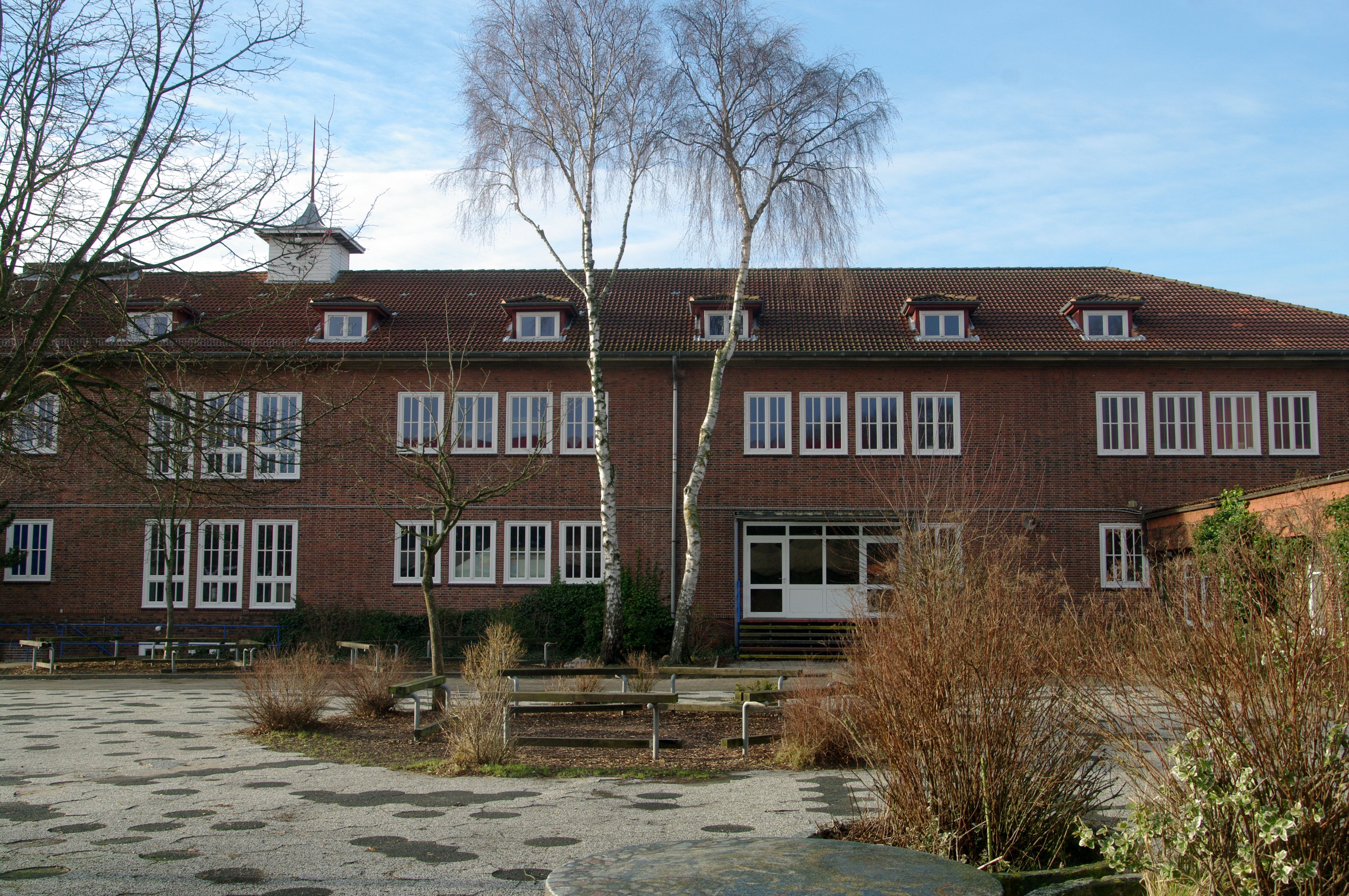
Denkmalgeschützter Bau von 1952

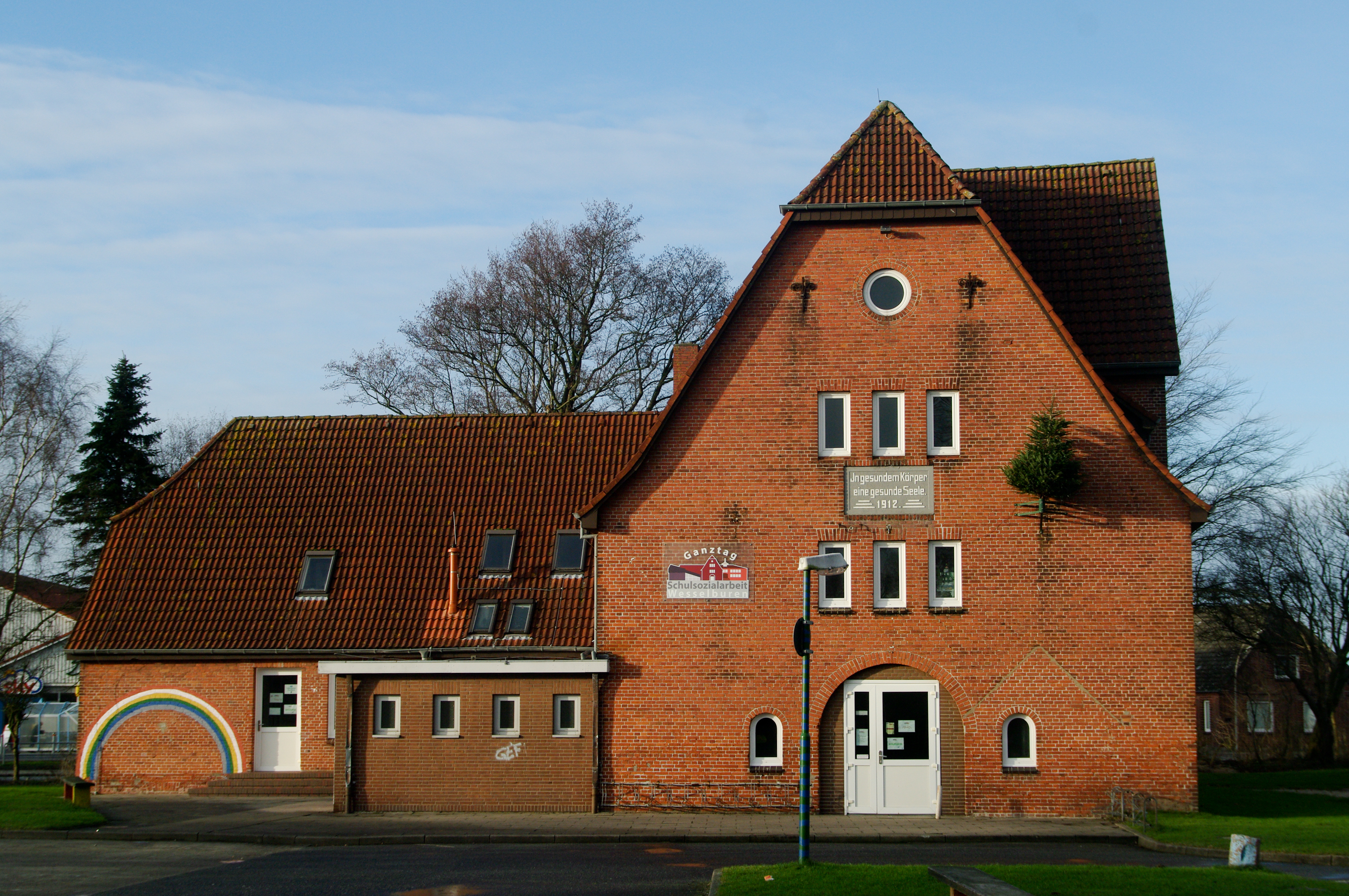
Ehemalige Turnhalle von 1912, heute findet dort die Ganztagsbetreuung statt.

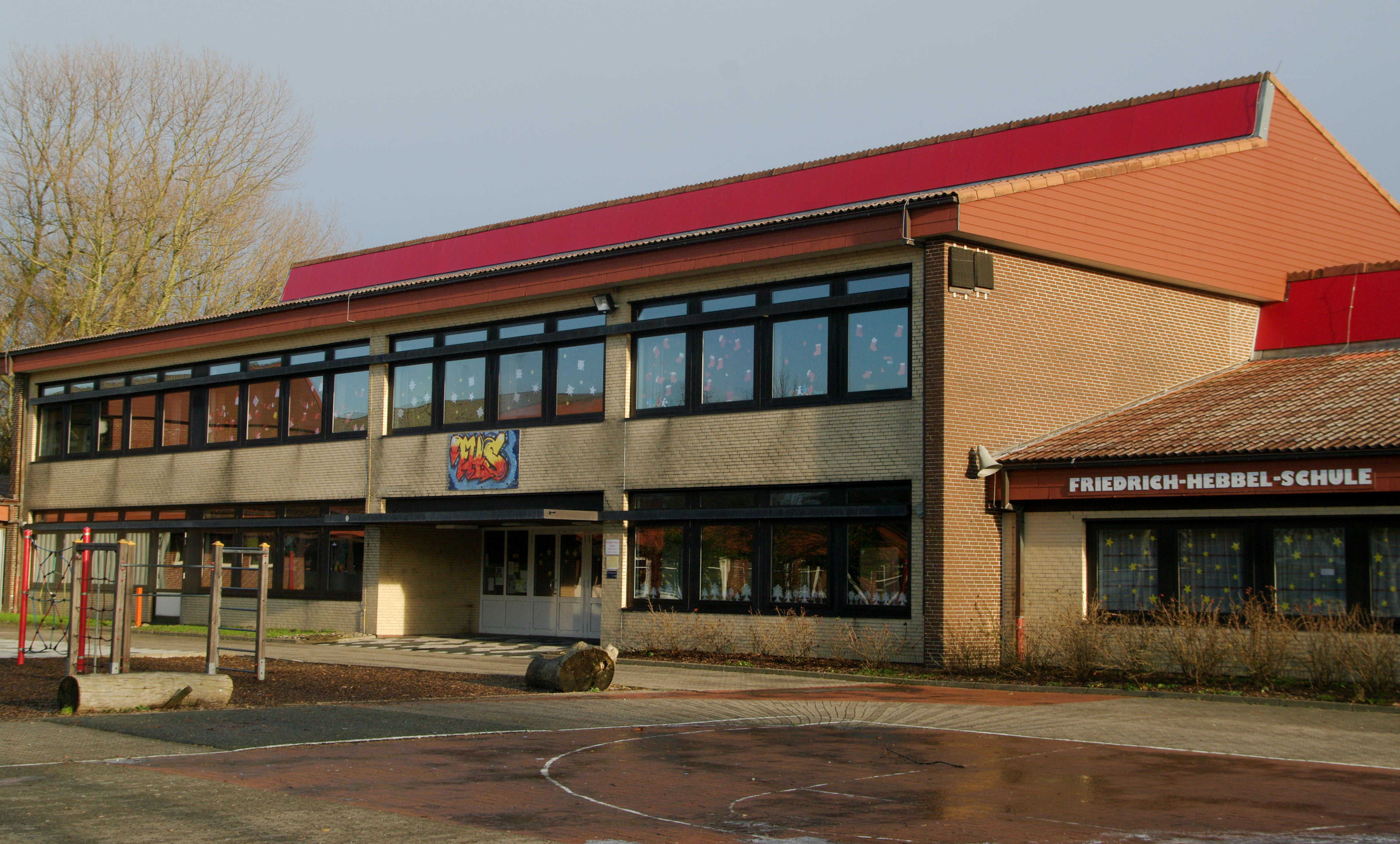
Neubau

Die Schule besteht aus mehreren Gebäuden, die im 20. Jahrhundert über mehrere Jahrzehnte hinweg errichtet wurden. Ältestes Gebäude ist die ehemalige Turnhalle aus dem Jahr 1912, die heute für die Ganztagsbetreuung genutzt wird. Unter Denkmalschutz steht ein zweigeschossiger Ziegelbau mit Walmdach aus den Jahren 1950–1952. Errichtet wurde der Bau nach Plänen des Architekten Werner Lorenzen aus Heide, der nahtlos im Stil der 1930er und 1940er weiterbaute.
Daneben kamen in den 1960ern und 1970ern mehrere Anbauten und Neubauten hinzu. Neuestes Gebäude ist die Mehrzweckhalle aus den 1970ern. Ab 2015 wurden die Gebäude großflächig erneuert. Dazu wurden die Neubauten aus den 1960ern/1970ern abgerissen und durch zeitgemäßere Gebäude ersetzt.
Der Schulverband klagte in den 1990ern gegen die Unterschutzstellung als Denkmal, verlor aber schließlich 1997 vor dem Oberverwaltungsgericht Schleswig gegen die Landesbehörde für Denkmalschutz. Die Landesbehörde argumentierte mit dem beharrenden Wert des Denkmals, da der Bau auffallend konservativ und in voller Absicht die Bautradition des Nationalsozialismus in Dithmarschen auch noch in den 1950ern fortsetzte.

## Kinderwattspiele
Acht- und Neuntklässler aus der Eider-Nordsee-Schule veranstalten seit 2010 in Zusammenarbeit mit dem Nationalparkamt in Tönning einmal im Jahr in Wesselburenerkoog Kinderwattspiele im Wattenmeer für Schüler der Dritten Klassen aus ganz Dithmarschen.

## Gewächshaus
Seit 1991/1992 betreibt die Schule ein Gewächshaus. Das Haus gehörte einer Gärtnerei, die den Betrieb einstellte. Schüler und Lehrer setzten das Haus im Jahr 1992 wieder instand. Seitdem findet dort praktischer Unterricht in naturwissenschaftlichen und technischen Fächern statt.

## Sonstiges
Im Jahre 2015 wurde der Film Kartoffelsalat – Nicht fragen! von Freshtorge und Michael David Pate hier gedreht.